# Mistrzostwa Świata w Piłce Nożnej 2022 (eliminacje strefy AFC)/Grupa 2

## Grupa 2
| Lp. | Drużyna         | M | Mecze | Mecze | Mecze | Bramki | Bramki | Bramki | Pkt |
| Lp. | Drużyna         | M | W     | R     | P     | +      | −      | +/−    | Pkt |
| --- | --------------- | - | ----- | ----- | ----- | ------ | ------ | ------ | --- |
| 1.  | Australia       | 8 | 8     | 0     | 0     | 28     | 2      | +26    | 24  |
| 2.  | Kuwejt          | 8 | 4     | 2     | 2     | 19     | 7      | +12    | 14  |
| 3.  | Jordania        | 8 | 4     | 2     | 2     | 13     | 3      | +10    | 14  |
| 4.  | Nepal           | 8 | 2     | 0     | 6     | 4      | 22     | −18    | 6   |
| 5.  | Chińskie Tajpej | 8 | 0     | 0     | 8     | 4      | 34     | −30    | 0   |

## Mecze
| 5 września 2019 19:10 UTC+8 | Chińskie Tajpej · Wen Chih-hao 81' | 1:2(0:2)Raport | Jordania · 19' Faisal · 37' Samir | Stadion Miejski w Tajpej, Tajpej Widzów: 5 520 Sędzia: Yusuke Araki |
|                             |                                    |                |                                   |                                                                     |

| 5 września 2019 20:00 UTC+3 | Kuwejt · as-Sulajman 6', 50' · al-Hajri 13' · Mawei 59' · Al-Mutawa 67' · Abujabarah 90+4' · Al_Musawi 90+7' | 7:0(2:0)Raport | Nepal | Al Kuwait Sports Club Stadium, Kuwejt Widzów: 7 500 Sędzia: Kim Dae-yong |
|                             | |                |       |                                                                          |

| 10 września 2019 19:10 UTC+8 | Chińskie Tajpej | 0:2(0:1)Raport | Nepal · 4', 60' An. Bista | Stadion Miejski w Tajpej, Tajpej Widzów: 4 780 Sędzia: Yaqoob Abdul Baki |
|                              |                 |                |                           |                                                                          |

| 10 września 2019 15:30 UTC+10 | Kuwejt | 0:3(0:3)Raport | Australia · 7', 30' Leckie · 38' Mooy | Al Kuwait Sports Club Stadium, Kuwejt Widzów: 11 852 Sędzia: Muhammad Taqi |
|                               |        |                |                                       |                                                                            |

| 10 października 2019 20:00 UTC+11 | Australia · Maclaren 6', 19', 90' · Souttar 23', 59' | 5:0(3:0)Raport | Nepal | Canberra Stadium, Canberra Widzów: 18 563 Sędzia: Thoriq Alkatiri |
|                                   |                                                      |                |       |                                                                   |

| 10 października 2019 19:00 UTC+3 | Jordania | 0:0(0:0)Raport | Kuwejt | Stadion Międzynarodowy w Ammanie, Amman Widzów: 10 720 Sędzia: Ryuji Sato |
|                                  |          |                |        |                                                                           |

| 15 października 2019 19:00 UTC+3 | Chińskie Tajpej · Chen Yi-wei 21' | 1:7(1:4)Raport | Australia · 12', 19' Taggart · 34', 37' Irvine · 73', 89' Souttar · 84' Maclaren | Stadion Narodowy w Kaohsiungu, Kaohsiung Widzów: 3 251 Sędzia: Mongkolchai Pechsri |
|                                  |                                   |                |                                                                                  |                                                                                    |

| 15 października 2019 19:00 UTC+3 | Jordania · Shelbaieh 56' (k.) · Ersan 78' · Faisal 88' | 3:0(0:0)Raport | Nepal | Stadion Międzynarodowy w Ammanie, Amman Widzów: 4 863 Sędzia: Sadullo Gulmurodi |
|                                  |                                                        |                |       |                                                                                 |

| 14 listopada 2019 19:00 UTC+3 | Kuwejt · as-Sulajman 22', 59' · al-Ansari 42' · Al-Faneni 49' · Al-Mutawa 55' · Zayid 62' · Al-Khaldi 73' · Chen Wei-chuan 77' (sam.) · Ajab 81' | 9:0(2:0)Raport | Chińskie Tajpej | Al Kuwait Sports Club Stadium, Kuwejt Widzów: 8 400 Sędzia: Mohd Amirul Izwan Yaacob |
|                               | |                |                 |                                                                                      |

| 14 listopada 2019 18:00 UTC+2 | Jordania | 0:1(0:1)Raport | Australia · 13' Taggart | Stadion Króla Abdullaha w Ammanie, Amman Widzów: 9 712 Sędzia: Fu Ming |
|                               |          |                |                         |                                                                        |

| 19 listopada 2019 15:00 UTC+6 | Nepal | 0:1(0:1)Raport | Kuwejt · 28' Al-Mutawa | Changlimithang, Thimphu (Bhutan) Widzów: 2 000 Sędzia: Omar Al-Yaqoubi |
|                               |       |                |                        |                                                                        |

| 19 listopada 2019 18:00 UTC+2 | Jordania · Faisal 4', 75' · Ersan 25' · Al-Ajalin 43' · Al-Dararadreh 62' | 5:0(3:0)Raport | Chińskie Tajpej | Stadion Króla Abdullaha w Ammanie, Amman Widzów: 2 260 Sędzia: Mohammed Abdulla Mohamed |
|                               |                                                                           |                |                 |                                                                                         |

| 3 czerwca 2021 19:30 UTC+3 | Nepal · An. Bista 4' (k) · N. Shrestha 80' | 2:0(1:0)Raport | Chińskie Tajpej | Jaber Al-Ahmad Stadium, Kuwejt (Kuwejt) Widzów: 0 Sędzia: Kim Woo-sung |
|                            |                                            |                |                 |                                                                        |

| 3 czerwca 2021 21:30 UTC+3 | Australia · Leckie 1' · Irvine 24' · Hrustic 66' | 3:0(2:0)Raport | Kuwejt | Al Kuwait Sports Club Stadium, Kuwejt (Kuwejt) Widzów: 0 Sędzia: Jumpei Iida |
|                            |                                                  |                |        |                                                                              |

| 7 czerwca 2021 19:00 UTC+3 | Nepal | 0:3(0:1)Raport | Jordania · 23' (k.), 48' Faisal · 97' Arab | Al Kuwait Sports Club Stadium, Kuwejt (Kuwejt) Widzów: 0 Sędzia: Mohd Amirul Izwan Yaacob |
|                            |       |                |                                            |                                                                                           |

| 7 czerwca 2021 22:00 UTC+3 | Australia · Souttar 12' · Maclaren 27' (k.) · Sainsbury 41' · Duke 46', 84' | 5:1(3:0)Raport | Chińskie Tajpej · 62' Gao Wei-jie | Jaber Al-Ahmad Stadium, Kuwejt (Kuwejt) Widzów: 0 Sędzia: Saoud Al-Adba |
|                            |                                                                             |                |                                   |                                                                         |

| 11 czerwca 2021 19:30 UTC+3 | Nepal | 0:3(0:2)Raport | Australia · 6' Leckie · 38' Karacic · 57' Boyle | Al Kuwait Sports Club Stadium, Kuwejt (Kuwejt) Widzów: 0 Sędzia: Ahmed Al-Kaf |
|                             |       |                |                                                 |                                                                               |

| 11 czerwca 2021 21:30 UTC+3 | Kuwejt | 0:0(0:0)Raport | Jordania | Jaber Al-Ahmad Stadium, Kuwejt Widzów: 0 Sędzia: Nawaf Szukr Allah |
|                             |        |                |          |                                                                    |

| 15 czerwca 2021 19:00 UTC+3 | Australia · Souttar 77' | 1:0(0:0)Raport | Jordania | Al Kuwait Sports Club Stadium, Kuwejt (Kuwejt) Widzów: 0 Sędzia: Kim Woo-sung |
|                             |                         |                |          |                                                                               |

| 15 czerwca 2021 22:00 UTC+3 | Chińskie Tajpej · Wu Chun-ching 51' | 1:2(0:1)Raport | Kuwejt · 14', 71' as-Sulajman | Jaber Al-Ahmad Stadium, Kuwejt (Kuwejt) Widzów: 0 Sędzia: |
|                             |                                     |                |                               |                                                           |

## Strzelcy
6 goli
- Harry Souttar
- Jusuf as-Sulajman
- Baha’ Faisal

5 goli
- Jamie Maclaren

4 gole
- Mathew Leckie

3 gole
- Jackson Irvine
- Adam Taggart
- Bader Al-Mutawa
- Anjan Bista

2 gole
- Mitchell Duke
- Ahmad Ersan

1 gol
- Martin Boyle
- Ajdin Hrustic
- Fran Karacic
- Aaron Mooy
- Trent Sainsbury
- Chen Yi-wei
- Gao Wei-jie
- Wen Chih-hao
- Wu Chun-ching
- Salem Al-Ajalin
- Hamza Al-Dararadreh
- Yazan Abu Arab
- Ahmed Samir
- Feras Shelbaieh
- Redha Abujabarah
- Faisal Ajab Al-Azemi
- Mubarak Al-Faneni
- Shabib Al-Khaldi
- Hussain Al-Musawi
- Fahd al-Ansari
- Fahed al-Hajri
- Abdullah Mawei
- Faisal Zayid
- Nawayug Shrestha

Gol samobójczy
- Chen Wei-chuan (dla Kuwejtu)